# 树木岭站
树木岭站，位于中华人民共和国湖南省长沙市雨花区劳动东路与树木岭路交汇处，本站为地下车站，是长株潭城际铁路上的火车站，于2016年12月26日启用，由广州铁路集团长沙车站城际车间管辖。

## 车站结构

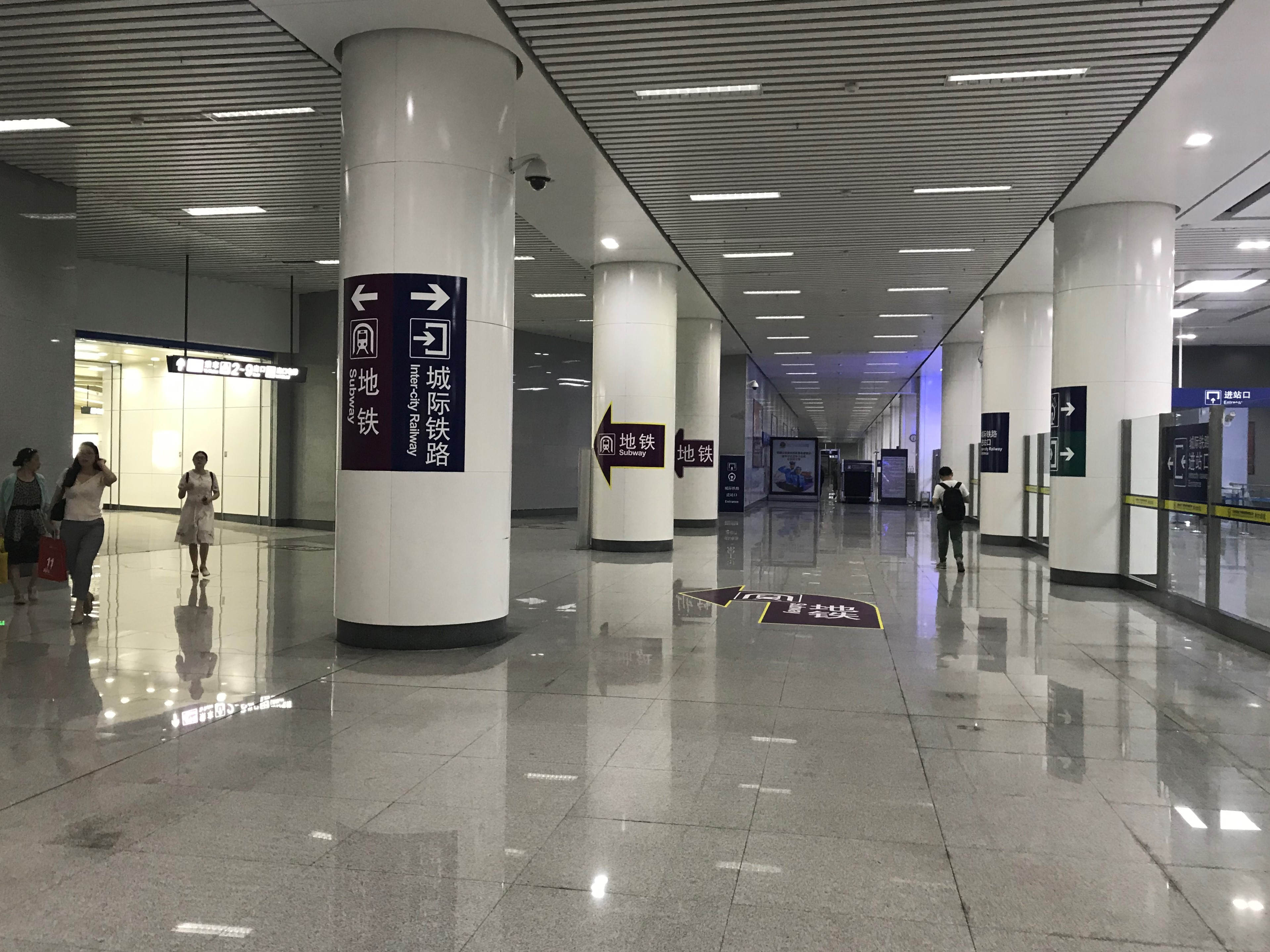
车站站厅以及与地铁换乘通道

| 地面      |                                          | 出入口                                            |  |
| 地下 一层 | 站厅层                                   | 站厅、售票机、客服中心                            |  |
| 地下 二层 |                                          | 长株潭城际铁路列车往株洲南/湘潭（下一站：香樟路） |  |
| 地下 二层 | 岛式月台，右边车门将会开启               |                                                   |  |
| 地下 二层 | 长株潭城际铁路列车往长沙（下一站：长沙） |                                                   |  |

## 歷史
- 2016年12月26日启用。

## 車站周邊
- 上海浦东发展银行劳动东路支行
- 长沙雨花农村合作银行自然分理处
- 地铁 
 4号线樹木嶺站

## 外部連結
- 中国铁路客户服务中心 （页面存档备份，存于）